# Gymnocalycium uebelmannianum
Gymnocalycium uebelmannianum är en kaktusväxtart som beskrevs av Walter Rausch. Gymnocalycium uebelmannianum ingår i släktet Gymnocalycium och familjen kaktusväxter. Inga underarter finns listade i Catalogue of Life.